# Regime Comunitário de Licenças de Emissão da União Europeia
O Regime Comunitário de Licenças de Emissão da União Europeia (RCLE-UE) ou apenas Comércio Europeu de Licenças de Emissão (CELE)
é o primeiro instrumento de Comércio internacional de emissões de Gases do efeito estufa regulado.